# Гужавино
Гужавино — деревня в составе Уржумского района Кировской области России.

## История
Родовая деревня основана тремя братьями и их родным дядькой (Архипом Афанасьевичем, Иваном Афанасьевичем, Василием Афанасьевичем и Андреем Максимовичем Гужавиными) в конце XVIII века, которые переселились из деревни Марьинской дворцовой Кукарской волости на окраину деревни Максинери и образовали починок Гужавино. Починок был назван по фамилии братьев основателей — Гужавины. Починок Гужавино отделился от деревни Максинери в самостоятельное поселение после 1860 года, а статус деревни получил после прихода советской власти - в начале 192х годов. До отмены крепостного права в 1861г Гужавины числились как дворцовые крестьяне, после отмены крепостного права арендовали свои уделы у государства. 
Раньше деревня была богатая, построено много каменных домов, некоторые были двухэтажными.
Одни Гужавины арендовали у государства Гужавинское озеро, разводили рыбу и продавали. Другие выращивали лошадей, возили руду на Шурминские медеплавильные заводы, третьи доращивали бычков и продавали купцам (в их доме потом был организован театр).
В советские годы много жителей были раскулачены и репрессированы.

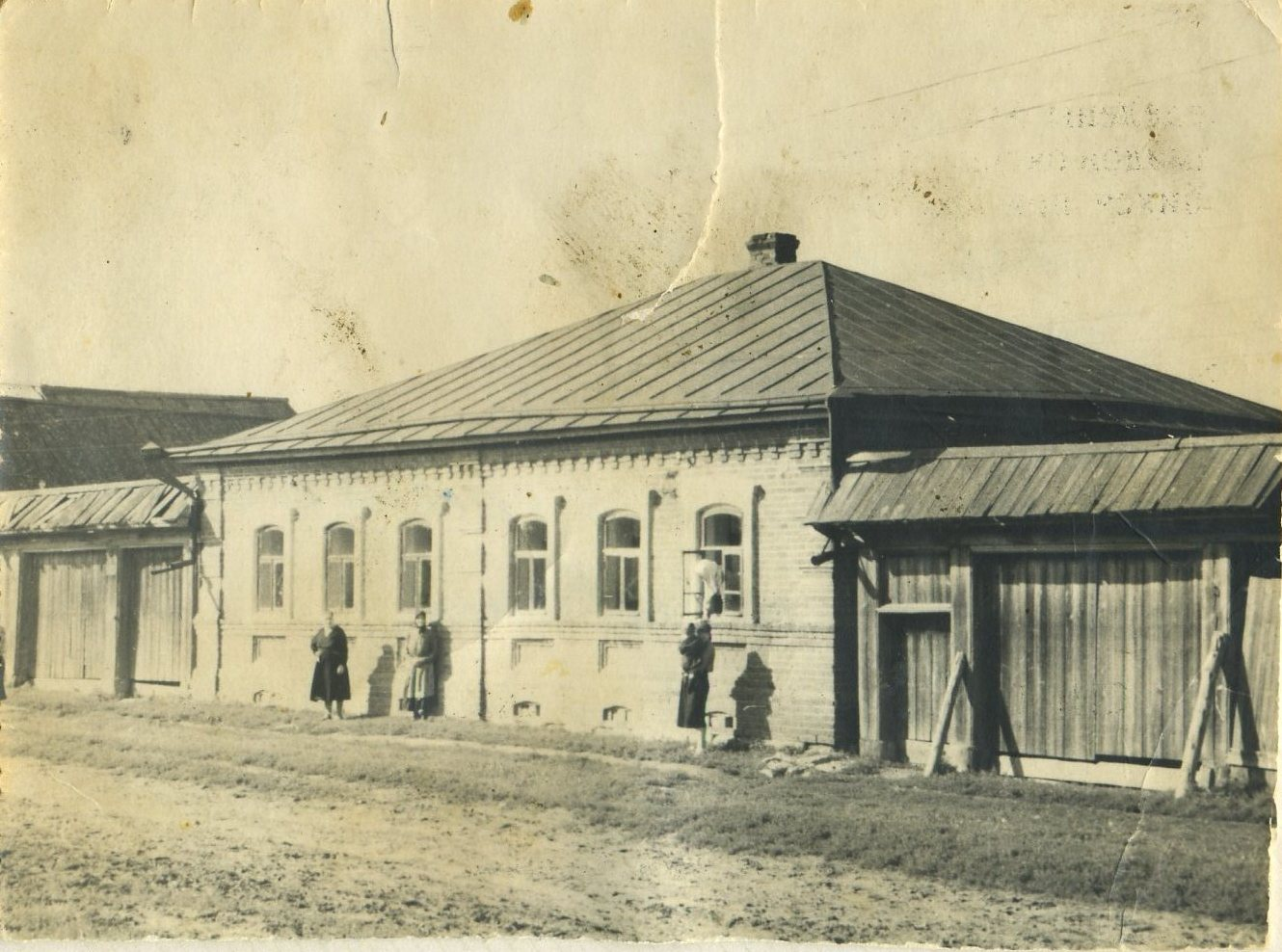
Кирпичный дом в деревне Гужавино

## Упоминания в печати
- Статья 1914 Единственный в уезде см. фотография.

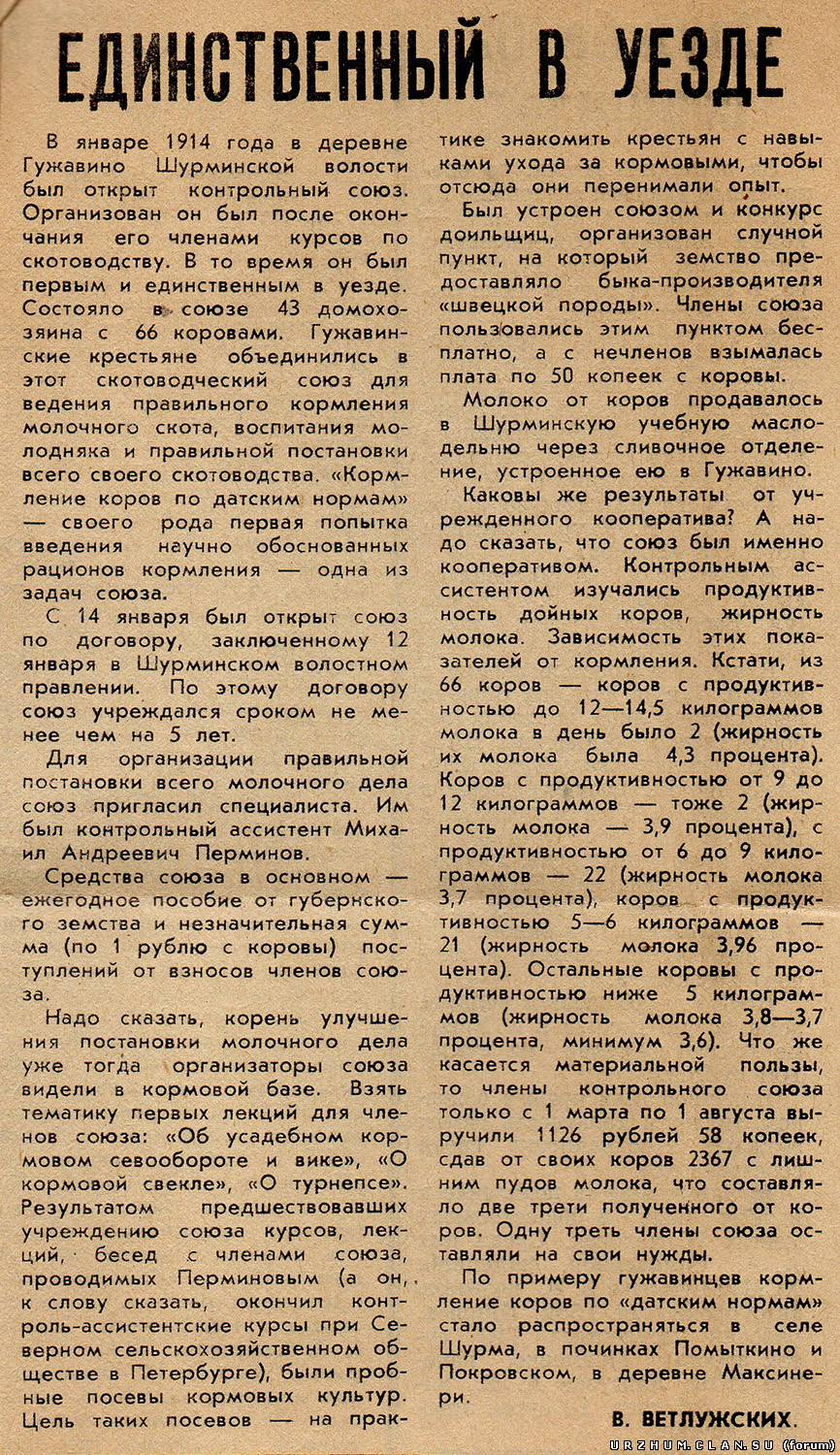
Кировская искра от 10.07.1990 года. Гужавино, 1914 год.

- Статья от 02 августа 2014 года в Кировском вестнике
:

«Гужавино, некогда богатейшая деревня, в которой был даже свой минеральный источник (в роде нарзана?). Теперь только кирпичные фундаменты да ещё не сданные в металлолом две башни Рожневского напоминают о том, что эти заросли посадил человек в виде садов. Окраина Максинери… И здесь выбитые окна, провалившиеся крыши. Ветви бесхозяйных яблонь ломятся от плодов, которые некому собрать…
— Была бы дорога раньше, может, и не уехали бы люди, — вздыхает наша шурминская попутчица.»

## Жители
Фамилия Гужавин образована от прозвища Гужава.
В его основе лежит нарицательное «гуж», то есть «петля, глухая привязь».
В упряжи кожаная глухая петля, укрепленная в хомутных клешнях; гуж обносится поверх оглобли, и в него вставляется нагнетом конец дуги.
Скорее всего, данное прозвище относится к так называемым «профессиональным» именованиям, содержащим указание на род деятельности человека. Поэтому можно предположить, что Гужавой могли прозвать того, кто занимался изготовлением гужей. Гужава со временем получил фамилию Гужавин.

## Население
| 2010 |
| ---- |
| 0    |

| 1795 | 1811 | 1816 | 1834 | 1850 | 1858 | 1905 | 1926 |
| ---- | ---- | ---- | ---- | ---- | ---- | ---- | ---- |
| 9    | ↗19  | ↗41  | ↗77  | ↗94  | ↗100 | ↗342 | ↘324 |

## Известные уроженцы
- Гужавин, Василий Андреевич (1897—19??) — советский военачальник, полковник (1940).
- Гужавин, Михаил Маркелович  (1888—1931) — российский советский живописец и график.

## Источник
[1] Книга памяти Кировской обл.

[2] Книга памяти «Узницы АЛЖИРа»